# Ristolas
Ristolas is een plaats en voormalige gemeente in het Franse departement Hautes-Alpes in de regio Provence-Alpes-Côte d'Azur en telt 96 inwoners (2009). De plaats maakt deel uit van het arrondissement Briançon.

## Geschiedenis
Ristolas is op 1 januari 2019 gefuseerd met de gemeente Abriès tot de gemeente Abriès-Ristolas. 

## Geografie
De oppervlakte van Ristolas bedraagt 72,0 km², de bevolkingsdichtheid is dus 1,3 inwoners per km².
De onderstaande kaart toont de ligging van Ristolas met de belangrijkste infrastructuur en aangrenzende gemeenten.

## Demografie
Onderstaande figuur toont het verloop van het inwonertal.
Vanwege een beveiligingsprobleem met de MediaWiki Graph-software is het momenteel niet mogelijk deze grafiek weer te geven. Zodra de software is bijgewerkt zal de grafiek vanzelf weer zichtbaar worden.